# 1801

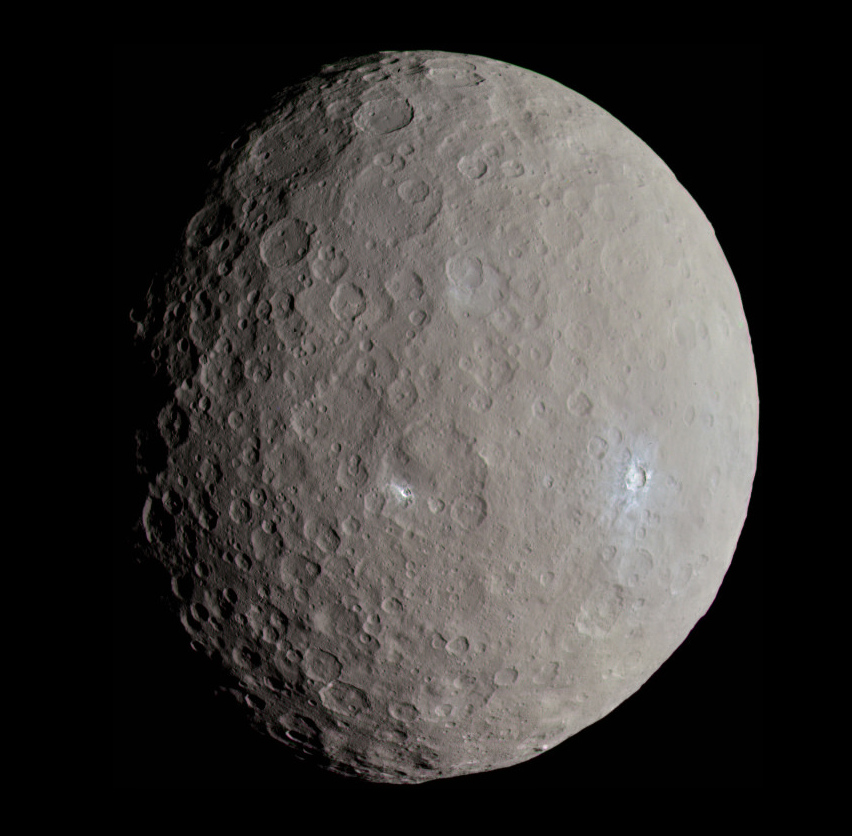
Ceres.

1801 (MDCCCI) var ett normalår som började en torsdag i den gregorianska kalendern och ett normalår som började en tisdag i den julianska kalendern.

## Händelser

### Januari
- 1 januari

Förenade kugariket Storbritannien & Irland.

  - Förenade kungariket Storbritannien och Irland skapas genom sammanslagning av kungarikerna Storbritannien och Irland.[1]
  - Giuseppe Piazzi upptäcker Ceres.
- 29 januari – Operan Renaud, som bygger på Tassos Det befriade Jerusalem från 1581, uruppförs på Gustavianska operahuset.

### Mars
- 4 mars
  - Thomas Jefferson efterträder John Adams som USA:s president.
  - Aaron Burr blir USA:s nye vicepresident.
- 19 mars – Storbritannien ockuperar den svenska besittningen Saint-Barthélemy i Västindien.[2]

### April

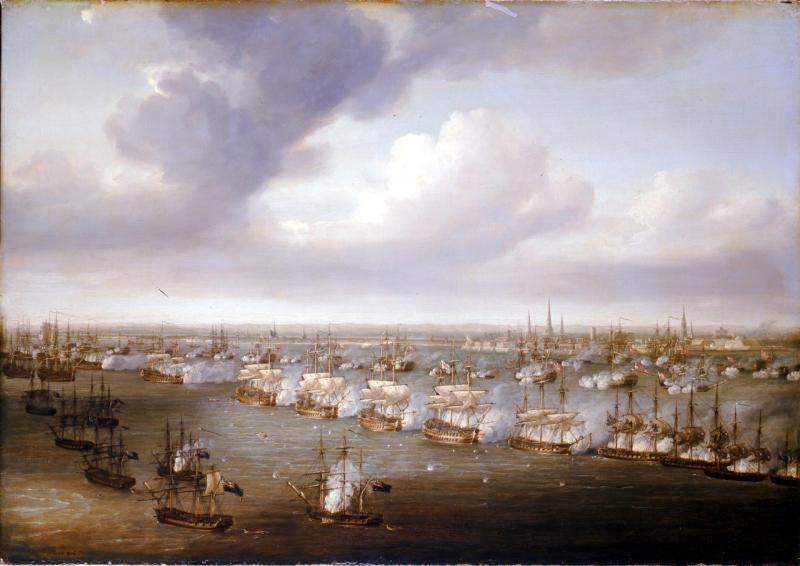
Slaget vid Köpenhamn.

- 2 april – Brittiska flottan besegrar den danska på Köpenhamns redd, varefter Storbritannien tvingar Danmark att lämna neutralitetsförbundet.
- 19 april – Brittiska flottan har fortsatt mot Karlskrona, för att anfalla den svenska flottbasen, vilket dock avstyras vid budet om den ryske tsaren Paul I:s död.
- 22 april – Produktplakatet, som säger att utländska fartyg endast får införa varor från det egna landet (och dess kolonier) till Sverige, upphävs.

### Maj
- 28 maj – Fredrik Wilhelm von Ehrenheim blir ny svensk kanslipresident.[3]

### Oktober
- 23 oktober – Vaccination mot smittkoppor prövas för första gången i Sverige i Malmö.[4]

### Okänt datum
- Barbareskkriget börjar.[5]
- Författaren Carl Gustaf af Leopold utger Afhandling om svenska stafsättet som blir normgivande för den moderna svenskan.
- Gustav IV Adolf beger sig på harjakt i Skåne, vilket förundrar allmogen, som aldrig tidigare har sett kungen.
- En svensk flotta sänds till Medelhavet för att försöka få till stånd ett fredsavtal med Barbareskstaterna.
- Jyväskylä i Mellersta Finland får marknadsrättigheter.

## Födda

### Första kvartalet

#### Januari
- 4 januari – David Lowry Swain, amerikansk politiker, guvernör i North Carolina 1832–1835.
- 17 januari – Henry W. Collier, amerikansk demokratisk politiker, guvernör i Alabama 1849–1853.
- 20 januari – Thomas Hickman Williams, amerikansk politiker, senator 1838–1839.
- 23 januari – Lars Johan Hierta, tidningsman, bokförläggare, företagare och politiker, grundare av tidningen Aftonbladet.

#### Februari
- 1 februari – Adolf Fredrik Lindblad, svensk kompositör.
- 21 februari
  - Heinrich Leberecht Fleischer, tysk orientalist.
  - John Henry Newman, brittisk kardinal.
- 25 februari – Samuel Medary, amerikansk demokratisk politiker.

#### Mars
- 10 mars – Nils Samuel von Koch, svensk justitiekansler.
- 19 mars – Salvatore Cammarano, italiensk librettist.
- 24 mars – Immanuel Nobel, svensk ingenjör, arkitekt, uppfinnare och industriman.
- 27 mars – Alexander Barrow, amerikansk politiker, senator 1841–1846.

### Andra kvartalet

#### April
- 6 april – Hugo Henry Rose, brittisk fältmarskalk.
- 21 april – Robert Francis Withers Allston, amerikansk demokratisk politiker, guvernör i South Carolina 1856–1858.

#### Maj
- 3 maj – Torgeir Augundsson, norsk bondespelman.
- 16 maj – William H. Seward, amerikansk politiker, USA:s utrikesminister 1861–1869.
- 21 maj – Sofia Vilhelmina av Wasa, svensk prinsessa, dotter till Gustav IV Adolf och Fredrika av Baden.

#### Juni
- 30 juni – Frédéric Bastiat, fransk klassisk liberal författare och politisk ekonomiteoretiker.

### Tredje kvartalet

#### Juli
- 27 juli – George Biddel Airy, engelsk astronom.

#### Augusti
- 17 augusti – Fredrika Bremer, svensk författare.
- 21 augusti – Henrik Bernhard Palmær, svensk författare, tidningsman och riksdagsman, grundade Östgöta Correspondenten.
- 31 augusti – Pierre Soulé, fransk-amerikansk diplomat och politiker.

#### September
- 25 september – Eduard Knoblauch, tysk arkitekt.

### Fjärde kvartalet

#### Oktober
- 15 oktober – Seabury Ford, amerikansk politiker, guvernör i Ohio 1849–1850.
- 16 oktober – Josip Jelačić, ban av Kroatien.
- 23 oktober – William Henry Haywood, amerikansk demokratisk politiker, senator 1843–1846.

#### November
- 4 november – Ambrose H. Sevier, amerikansk demokratisk politiker, senator 1836–1848.
- 19 november – George Vickers, amerikansk demokratisk politiker, senator 1868–1873.

#### December
- 10 december – Marie Laveau, amerikansk voodoo-praktiker.
- 17 december
  - Etienne Joseph Louis Garnier-Pagès, fransk politiker.
  - Suzanne Voilquin, fransk feminist, journalist, författare, barnmorska, resenär och memoarskrivare.

## Avlidna

### Första kvartalet

#### Januari
- 2 januari – Johann Caspar Lavater, 59, schweizisk filosof.
- 13 januari – Robert Orme, 72, brittisk historiker.
- 20 januari – Alexander Kølpin, 69, tysk-dansk kirurg.
- 21 januari – Peter Christian Abildgaard, 60, dansk veterinär.

#### Februari
- 1 februari – Sven Bunge, 69, svensk greve och ämbetsman.
- 5 februari – Marie Brizard, 86, fransk spritfabrikör.
- 12 februari – Jacob Israel Köhler, 68, svensk präst.
- 18 februari – Johan Gustaf Acrel, 59, svensk läkare.

#### Mars

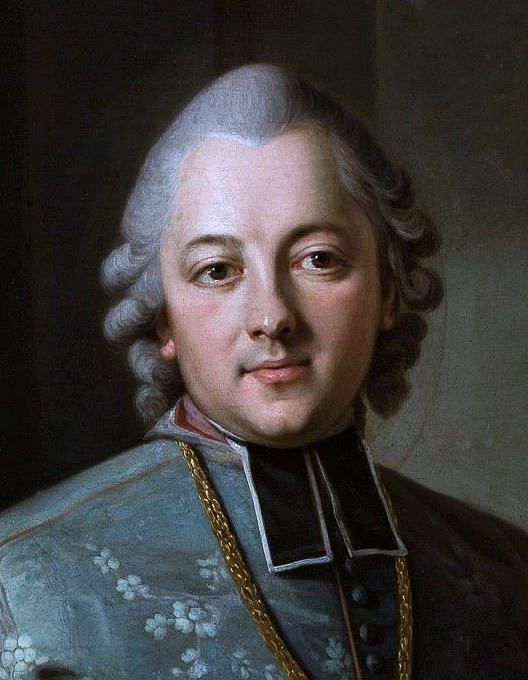
Den polske författaren och ärkebiskopen Ignacy Krasicki avled den 14 mars, 66 år gammal.

- 14 mars – Ignacy Krasicki, 66, polsk författare och ärkebiskop.
- 16 mars – Alexandra Pavlovna, 17, rysk storfurstinna.
- 21 mars – Andrea Luchesi, 59, italiensk kompositör.
- 23 mars – Paul I, 46, rysk tsar.
- 25 mars – Novalis, 28, tysk poet och novellist.
- 28 mars – Sir Ralph Abercromby, 66, brittisk general.

### Andra kvartalet

#### April
- 11 april – Antoine de Rivarol, 47, fransk författare.

#### Maj
- 1 maj – Nicolai Frederik Krohg, 68, norsk vägingenjör.
- 25 maj – Jean Baptiste Masreliez, 47, svensk skulptör och inredningsarkitekt.

#### Juni
- 4 juni – Frederick Muhlenberg, 51, amerikansk präst och politiker.
- 14 juni – Benedict Arnold, 60, amerikansk-brittisk militär.

### Tredje kvartalet

#### Juli
- 11 juli – James Brice, 54, amerikansk politiker.

#### Augusti
- 23 augusti – Adolf Rudbeck, 75, svensk friherre och hovmarskalk.

#### September
- 14 september – Fredrik Posse, 78, svensk greve och militär.
- 22 september – Eric Samuel Wennberg, 80, svensk bankokommissarie.

### Fjärde kvartalet

#### Oktober
- 23 oktober – Johann Gottlieb Naumann, 60, tysk kompositör.
- 26 oktober – Fredrik Sigismund Novisadi, 63, svensk guldsmed, gravör och miniatyrmålare.

#### November
- 14 november – Måns von Rosenstein, 46, svensk sjömilitär.
- 24 november – Franz Moritz von Lacy, 76, österrikisk greve och militär.

#### December
- 6 december – Paul Kinnander, 55, svensk präst.
- 10 december – Gustaf von Carlson, 58, svensk ämbetsman och ornitolog.

### Okänt datum
- Ulrica Arfvidsson, svensk siare.

### Fotnoter
1. ↑  World Statesmen
2. ↑  Saint-Barthélemy-sällskapet - Saint Barthélemy under Sverigetiden Arkiverad 19 november 2008 hämtat från the Wayback Machine.
3. ↑  - Kungliga Svenska Vetenskapsakademiens handlingar
4. ↑  Hans Dahlberg, Vårt 1800-tal, sid 25
5. ↑  USA:s militära insatser i utlandet Arkiverad 9 december 2013 hämtat från the Wayback Machine.